# Vol Alitalia 112
Le vol Alitalia 112 était un vol régulier entre l'aéroport Leonardo da Vinci, à Rome, et l'aéroport de Palerme, en Sicile, en Italie, avec 108 passagers et 7 membres d'équipage à bord. 
Le 5 mai 1972, le Douglas DC-8 effectuant ce vol s'est écrasé sur le mont Longa, une montagne située à environ 4,8 km au sud-ouest de Palerme, alors qu'il s'approchait de l'aéroport. On ne compte aucun survivant parmi les 115 occupants de l'appareil, ce qui en fait le deuxième accident aérien le plus meurtrier de l'histoire de l'Italie.

## Enquête

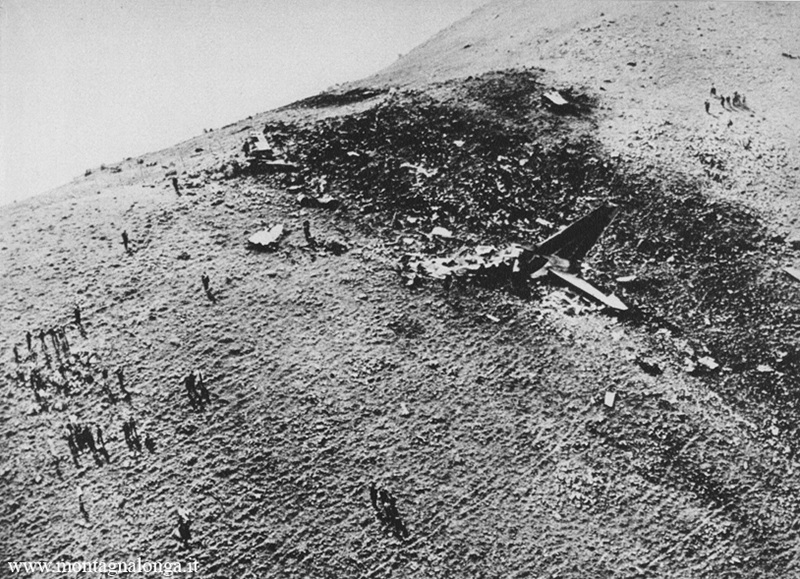
L'épave du vol 112 après l'accident.

Les enquêteurs estiment que la cause principale de cet accident est le non-respect de la procédure d'approche établie, l'équipage avait une visibilité d'environ 5 km, soit inférieure au minimum requis pour l'approche, et n'a pas respecté les vecteurs d'approche émis par le contrôle aérien, ce qui à conduit à la collision avec le relief.